# Диполд II фон Фобург
Диполд II фон Фобург (на немски: Diepold II von Vohburg; † 7 август 1078 в битката при Мелрихщат) от фамилията на Рапотоните, е маркграф в Нордгау и на Гинген.

## Биография
Той е син на граф Диполд I фон Фобург, маркграф на Хам-Фобург († сл. 18 май 1060) и съпругата му фон Швайнфурт, дъщеря на маркграф Хайнрих фон Швайнфурт-Нордгау († 1017) и Герберга фон Глайберг-Кицинггау († сл. 1036).
Диполд II се жени за Луитгард фон Церинген († 9 август 1119) от род Церинги, дъщеря на Бертхолд I фон Церинген, херцог на Каринтия († 1078). Той е основател на църква и подарява на епископство Регенсбург селището Валдзасен, където синът му Диполд III основава ок. 1133 г. манастир Валдзасен.
Диполд II е убит на 7 август 1078 г. в битката при Мелрихщат. Брат му Рапото IV фон Хам е убит две години по-късно в битката при Хоенмьолзен на Груне.

## Деца
Диполд II фон Фобург и Луитгард фон Церинген имат децата:
- Диполд III фон Фобург († 1146), баща на Адела, омъжена 1147 (разведена 1153) за Фридрих I Барбароса († 1190)
- Аделхайд фон Мохентал († духовничка 1 декември 1125), омъжена за граф Хайнрих I фон Берг († 24 септември пр. 1116 като монах в Цвифалтен)
- Конрад фон Гинген († сл. 1110)